# Joseph Vivien

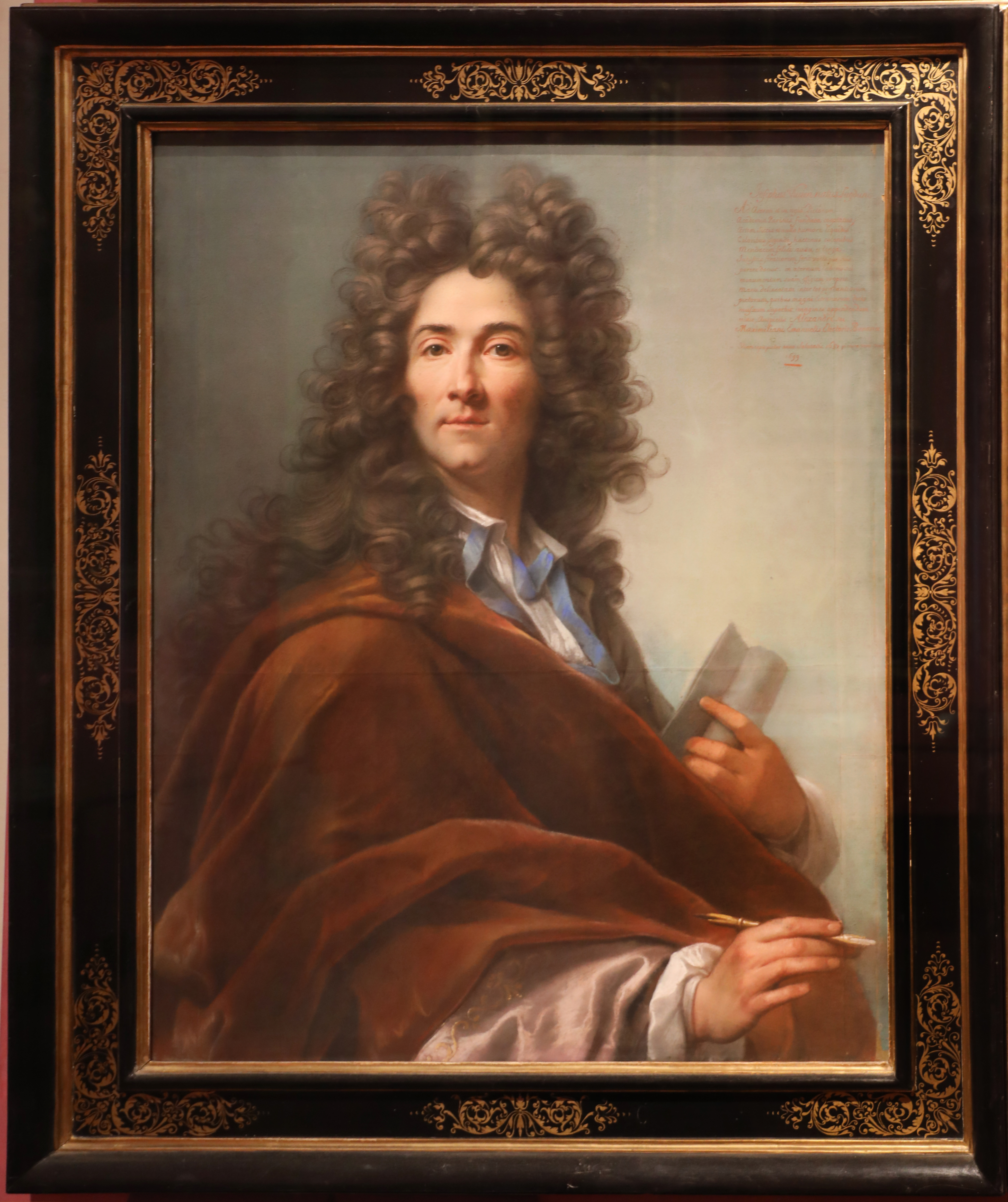
Zelfportret (1699)

Joseph Vivien (Lyon, 1657 − Bonn, 5 december 1734) was een Frans schilder die vooral bekend werd als portrettist en pastellist.

## Leven
Vivien werd gedoopt in Lyon op 30 maart 1657. Op 20-jarige leeftijd ging hij in Parijs in de leer bij François Bonnemer (1638-1689) en bij Charles Le Brun. In 1698 werd hij voorlopig lid (Frans: agréé) van de Académie royale de peinture et de sculpture, in 1701 volwaardig lid en in 1703 raadsman.
Hij werd in 1699 gerekruteerd door Agnès Le Louchier om aan het Brusselse hof van keurvorst Max Emanuel van Beieren te gaan werken. In 1704 was hij opnieuw in Brussel en in 1706 en 1710 bracht hij tijd door in München. Vanaf 1712 woonde hij weer in Parijs en na 1716 keerde hij terug naar München. In de tussentijd werkte hij voor de keurvorsten van Keulen: eerst voor Max Emanuels broer Jozef Clemens en dan voor Max Emanuels zoon Clemens August. Vandaar zijn verblijven in resp. Bonn (1719) en Münster (1721). In 1734 reisde hij opnieuw naar Bonn om zijn Allegorie op de hereniging van keurvorst Maximiliaan Emanuel met zijn gezin te presenteren aan Clemens August, maar hij werd ziek en stierf in het aartsbisschoppelijk paleis.

## Werk
Vivien is een van de belangrijkste pastelschilders. Hij was pas de tweede portrettist die zich specialiseerde in pastel en die daarmee werd toegelaten tot de Académie royale de peinture et de sculpture. In München noemde keurvorst Max Emanuel hem zijn premier peintre.
Als portretschilder van de Europese hoogadel werkte Vivien voornamelijk in Parijs en aan de hoven van de Wittelsbachers in Brussel, Bonn en München. In Brussel verbleef hij in het Coudenbergpaleis. In München woonde en werkte hij samen met andere hofkunstenaars in de Herzog-Max-Burg.
|                                                                          |                                       |                                                                                    |                                         |
| Portret van Maximiliaan II Emanuel van Beieren bij de stad Bergen (1706) | Portret van Jozef Clemens van Beieren | Allegorie op de hereniging van keurvorst Maximiliaan Emanuel met zijn gezin (1733) | Portret van Theresia Kunigunde Sobieska |

## Voetnoten
1. ↑  Ioana Herbert, "Die Wiedervereinigung Max Emanuels von Bayern mit seiner Familie" in: Mit trockenen Farben, 17 maart 2012. DOI:10.58079/v8ry

- Biblioteca Nacional de España: XX858480
- Bibliothèque nationale de France: cb149581595 (data)
- Gemeinsame Normdatei: 124288502
- International Standard Name Identifier: 0000 0001 2121 8269
- KulturNav: c9c19c90-5af5-43bd-a2ed-31f70cad449a
- Library of Congress Control Number: no2011138868
- National Gallery of Victoria: 3418
- Nationale Bibliotheek van Tsjechië: jo2004214922
- RKD-Nederlands Instituut voor Kunstgeschiedenis: 81404
- Istituto Centrale per il Catalogo Unico: TO0V514047
- SNAC: w6s760w9
- Système universitaire de documentation: 119459493
- Union List of Artist Names: 500013082
- Virtual International Authority File: 15036431
- WorldCat: E39PBJpv3wvqB8GJDpxgd4cQMP